# Cochlostoma tergestinum
Cochlostoma tergestinum is een slakkensoort uit de familie van de Megalomastomatidae. De wetenschappelijke naam van de soort is voor het eerst geldig gepubliceerd in 1878 door Westerlund.